# أندريه كليمنت
أندريه كليمنت (بالفرنسية: Andrée Clément)‏ هي ممثلة فرنسية، ولدت في 7 أغسطس 1918 بمارسيليا في فرنسا، وتوفيت في 1954 بباريس في فرنسا بسبب سل.

## وصلات خارجية
- أندريه كليمنت على موقع IMDb (الإنجليزية)
- أندريه كليمنت على موقع ألو سيني (الفرنسية)
- أندريه كليمنت على موقع أول موفي (الإنجليزية)
- أندريه كليمنت على موقع قاعدة بيانات الأفلام السويدية (السويدية)
- أندريه كليمنت على موقع قاعدة بيانات الفيلم (الإنجليزية)
- أندريه كليمنت على موقع كينوبويسك (الروسية)